# Wiesław Cetera
Wiesław Cetera (ur. 1 października 1956) – informatyk, ekonomista, medioznawca, profesor Uniwersytetu Warszawskiego, prorektor Karkonoskiej Akademii Nauk Stosowanych w Jeleniej Górze

## Wykształcenie
Absolwent Wydziału Cybernetyki Wojskowej Akademii Technicznej (1980), Uniwersytetu Warszawskiego religioznawstwo (1982), dziennikarstwo (1985) oraz Warszawskiej Szkoły Zarządzania (2004). Doktor nauk ekonomicznych z dziedziny zarządzania (2012), doktor habilitowany nauk o mediach (2017), profesor UW (2018).

## Kariera zawodowa
Pracę zawodową rozpoczął w Wojskowym Instytucie Informatyki. W latach 1986–1990 był założycielem oraz redaktorem naczelnym miesięcznika „IKS – Informatyka, Komputery, Systemy”. W latach 1990–2013 pełnił funkcję prezesa oraz redaktora naczelnego wydawnictwa PAW, był także przewodniczącym rady nadzorczej. W latach 2005–2017 zajmował stanowisko prezesa Stowarzyszenia Fair Business. Od 2014 roku był adiunktem Katedry Technologii Informacyjnych Mediów na Wydziale Dziennikarstwa, Informacji i Bibliologii Uniwersytetu Warszawskiego. W roku 2018 został profesorem UW. W Katedrze Technologii Informacyjnych Mediów WDIiB pracował do roku 2022. Współpracuje z Tarnopolskim Narodowym Uniwersytetem Pedagogicznym im. W. Hnatiuka. Po odejściu z Wydziału Dziennikarstwa, Informacji i Bibliologii został zatrudniony na Wydziale Nauk Politycznych i Studiów Międzynarodowych.
Posiada uprawnienia rzeczoznawcy. Prowadzi wykłady z zarządzania i ekonomii. W latach 2005–2017 był prezesem zarządu Naukowo-Technicznego Stowarzyszenia Fair Business.
20 października 2023 r. został powołany do pełnienia funkcji Prorektora Karkonoskiej Akademii Nauk Stosowanych w Jeleniej Górze do 31 sierpnia 2024 r.

## Publikacje
Autor monografii:
- 1. Przedsiębiorczość poligraficzna – statystyka sektora 2000 – 2006, Promocja XXI, Warszawa 2008.
- 2. Poligrafia – wymiana handlowa 2000 – 2007, Promocja XXI. Warszawa 2009.
- 3. IKS – Informatyka, Komputery, Systemy. 1986 – 1989. Studium przypadku, SFB, ID UW, Warszawa 2016.
- 4. Przedsiębiorczość poligraficzna Polsce 1989 – 2015, SFB, ID UW, Warszawa 2016.
- 5. Logistyka mediów. Poligrafia, SFB, WDIiB, Warszawa 2017.
- 6. Expert – kompendium rzeczoznawcy (red.), Ośrodek Badań i Analiz SIMP, Warszawa 2011.
- 7. Leksykon tematyczny. Zarządzanie, IT, WDiNP UW, Warszawa 2014.
- Autor (12) oraz współautor (12) artykułów naukowych. Redaktor naukowy 4 książek. Autor artykułów popularnonaukowych (35), ponad 300 artykułów oraz opinii dotyczących innowacyjności (23), także opinii i ekspertyz dla instytucji centralnych (40), sądowych i organizacji gospodarczych. Recenzent wydawnictw naukowych, między innymi Ekonomika i organizacja przedsiębiorstwa oraz Journal of Big Data. Współzałożyciel Centrum Rafinacji Informacji sp. z o.o. – spin-off Uniwersytetu Warszawskiego.
- Współautor projektów badawczych z dziedziny ekonomii i Big Data, w tym projektów realizowanych dla Narodowego Centrum Badań i Rozwoju (Monitorowanie trendów technologicznych, Identyfikacja innowacji). Autor i współautor programów dla nowych kierunków studiów (Logistyka i Administrowanie Mediami – studia II stopnia, Zarządzanie Big Data – studia II stopnia, Strategie Dziedzictwa Kulturowego – studia II stopnia).

Członek SIMP, Printing Historical Society.